# Raión de Pítkiaranta
El raión de Pítkiaranta (ruso: Питкяра́нтский район; carelio: Pitkänrannan piiri) es un distrito administrativo (raión) de la república rusa de Carelia. Se ubica en el suroeste de la república y su capital es Pítkiaranta. Desde 2023, su autogobierno local tiene la forma jurídica de ókrug municipal, por lo que todo su territorio se gobierna por un solo ayuntamiento.
En 2019, el raión tenía una población de 17 390 habitantes.
El raión se ubica en la costa septentrional del lago de Ládoga. Alberga un total de 36 localidades. Antes de la formación del ókrug municipal en 2023, se dividía en cinco entidades locales: la ciudad de Pítkiaranta y los asentamientos rurales de Impilajti, Liáskelia, Salmi y Jarlu. Estas cinco entidades locales se conservan como mera subdivisión geográfica de desconcentración administrativa y ya no tienen ayuntamiento propio.